# Givat Yoav
Givat Yoav (tiếng Hebrew: גִּבְעַת יוֹאָב) là một khu định cư của Israel và moshav ở phía nam Cao nguyên Golan dưới sự quản lý của Israel. Năm 2017 nó có dân số 690 người. [1]
Cộng đồng quốc tế coi các khu định cư của người Israel ở Cao nguyên Golan là bất hợp pháp theo luật pháp quốc tế, nhưng chính phủ Israel tranh chấp điều này.

## Lịch sử
Khu định cư được xây dựng vào những năm 1960 và được đặt tên theo Col. Yoav Shaham, người đã bị giết trong sự kiện Samu năm 1966. Nó thuộc thẩm quyền của thành phố Hội đồng khu vực Golan.